# سام ليزلي
سام ليزلي (بالإنجليزية: Sam Leslie)‏ هو لاعب كرة قاعدة أمريكي، ولد في 26 يوليو 1905 في موس بوينت في الولايات المتحدة، وتوفي في 21 يناير 1979 في باسكاغولا في الولايات المتحدة.

## وصلات خارجية
- سام ليزلي على موقعبيزبول رفرنس.كوم (الدوري الرئيسي) (الإنجليزية)
- سام ليزلي على موقعبيزبول رفرنس.كوم (الدوري الثانوي) (الإنجليزية)
- سام ليزلي على موقع قاعة ميسيسيبي للمشاهير الرياضية (الإنجليزية)